# Нижньоключівське сільське поселення
Нижньоклю́чівське сільське поселення (рос. Нижнеключевское сельское поселение) — сільське поселення у складі Нерчинського району Забайкальського краю Росії.
Адміністративний центр та єдиний населений пункт — село Нижні Ключі.

## Населення
Населення сільського поселення становить 443 особи (2019; 498 у 2010, 590 у 2002).